# Berry Lipman
Berry Lipman; eigentlich Friedel Berlipp (* 11. Januar 1921 in Burgdorf; † 21. August 2016 in Bergheim) war ein deutscher Bandleader, Komponist, Arrangeur und Musikproduzent.

## Leben und Werk
Lipman begann seine Karriere mit klassischem Violinenunterricht und war während des Zweiten Weltkrieges ab 1940 bei den Luftwaffenmusikkorps in Celle und Oldenburg stationiert. Als Soldat im Zweiten Weltkrieg verlor er zwei Finger, so dass er zur Gitarre wechselte. 1945 bekam er sein erstes Engagement als Musiker mit einem Gastvertrag am Staatstheater Oldenburg, 1947 ging er als Komponist an die Wuppertaler Bühnen und kam mit Rhythm & Blues als Arrangeur, Komponist und Instrumentalist beim NWDR und SWF Koblenz in Kontakt. Ab 1952 spielte er als Gitarrist und Perkussionist bei Harald Banter, mit dem er auch 1955 auf dem Deutschen Jazzfestival auftrat.
Er wurde 1955 Orchesterchef und Komponist für das Plattenlabel Electrola und arbeitete für Gitte, Conny Froboess, Chris Howland, Lale Andersen, Cliff Richard, Charles Aznavour, Dalida, Zarah Leander und viele andere. 1959 schrieb er die Arrangements für den Musikfilm Hula-Hopp, Conny (Regie: Heinz Paul). Im selben Jahr folgte die Musikarrangements zum Film Das blaue Meer und Du.
1964 holte ihn die Plattenfirma Deutsche Vogue als Chefproduzent; er produzierte u. a. Petula Clark, Pat Boone, Billy Vaughn, Dionne Warwick und Jonny Teupen. 1967 wurde er freier Musikproduzent. Sein erster weltweiter Erfolg war das von James Lloyd gesungene Keep on Smiling. Er gründete das „Berry Lipman Orchester“, das sich durch das Spielen vieler Evergreens im damals typischen Easy-Listening-Stil auszeichnete. Die beiden größten Hits des Orchesters waren The Girls From Paramaribo und La Parranda, die Berry Lipman auch selbst komponierte.
Weiterhin war er als Filmkomponist aktiv: Ab 1976 schrieb er die Musik zur britisch-deutschen Fernsehserie Die Mädchen aus dem Weltraum (Star Maidens). 1978 vertonte er den Film Sex World von Regisseur Anthony Spinelli. Auch schrieb er die Musik zu dem Kindermusical Oh, Mister Mock, das 1983 in der Oper Wuppertal aufgeführt wurde.
Der musikalische Nachlass Berry Lipmans befindet sich im Deutschen Komponistenarchiv.

## Trivia
Lipmans Interpretation von Lady Rose, einem Stück von Mungo Jerry, war ein bekannter Vorspann im Hörfunk: Mit dieser Version eröffnete Monika Jetter in den 1980er-Jahren die Sendung NDR 2 am Vormittag. Der Frauenchor am Anfang scheint „Jettata“ zu singen und damit die Moderatorin zu rufen. Das Stück der „Berry Lipman Band“ ist auf der HÖRZU-LP Go Hits Go von 1971 zu hören.